# Турци в Русия
Турците в Русия (на турски: Rusya'daki Türkler, на руски: Турки в России) са 39-ата по численост етническа група в Русия. Според преброяването на населението през 2010 г. броят на хората, определили се за турци, е 105 058 души, или 0,07% от населението на страната. Заедно с турците месхетинци според преброяването през 2010 г. са 109 883 души. 

## Численост и дял
Численост и дял на кюрдите според преброяванията през годините (в периода от 1926 до 1989 г. са записани заедно с турците месхетинци):
| Преброяване | Численост | Дял (в %) |
| 1926        | 1846      | 0,00      |
| 1939        | 2668      | 0,00      |
| 1959        | 1377      | 0,00      |
| 1970        | 1568      | 0,00      |
| 1979        | 3561      | 0,00      |
| 1989        | 9890      | 0,01      |
| 2002        | 92 415    | 0,06      |
| 2010        | 105 058   | 0,08      |